# Dauerwaldvertrag
Der Dauerwaldvertrag (auch Dauerwaldkaufvertrag oder Jahrhundertvertrag) bezeichnet eine Vereinbarung des kommunalen Zweckverbandes Groß-Berlin mit dem Königlich-Preußischen Staat zum Walderwerb vom 27. März 1915. Die heutige Großstadt Berlin, die fünf Jahre später aus dem Zweckverband hervorging, trat als Rechtsnachfolger in den Vertrag ein. Der Vertrag schuf die Voraussetzung dafür, dass „Berlin – verglichen mit anderen Millionenstädten – über Waldflächen von einzigartiger Ausdehnung verfügt.“
Der Bestandteil Dauerwald im Namen verweist auf die Dauer des für den Erwerb des Waldes geschlossenen Vertrages und bezieht sich nicht auf den Begriff Dauerwald als forstwirtschaftliche Nutzungsform.

## Walderwerb und Preis

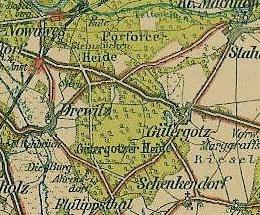
Ankauf: Parforceheide (Karte von 1903)

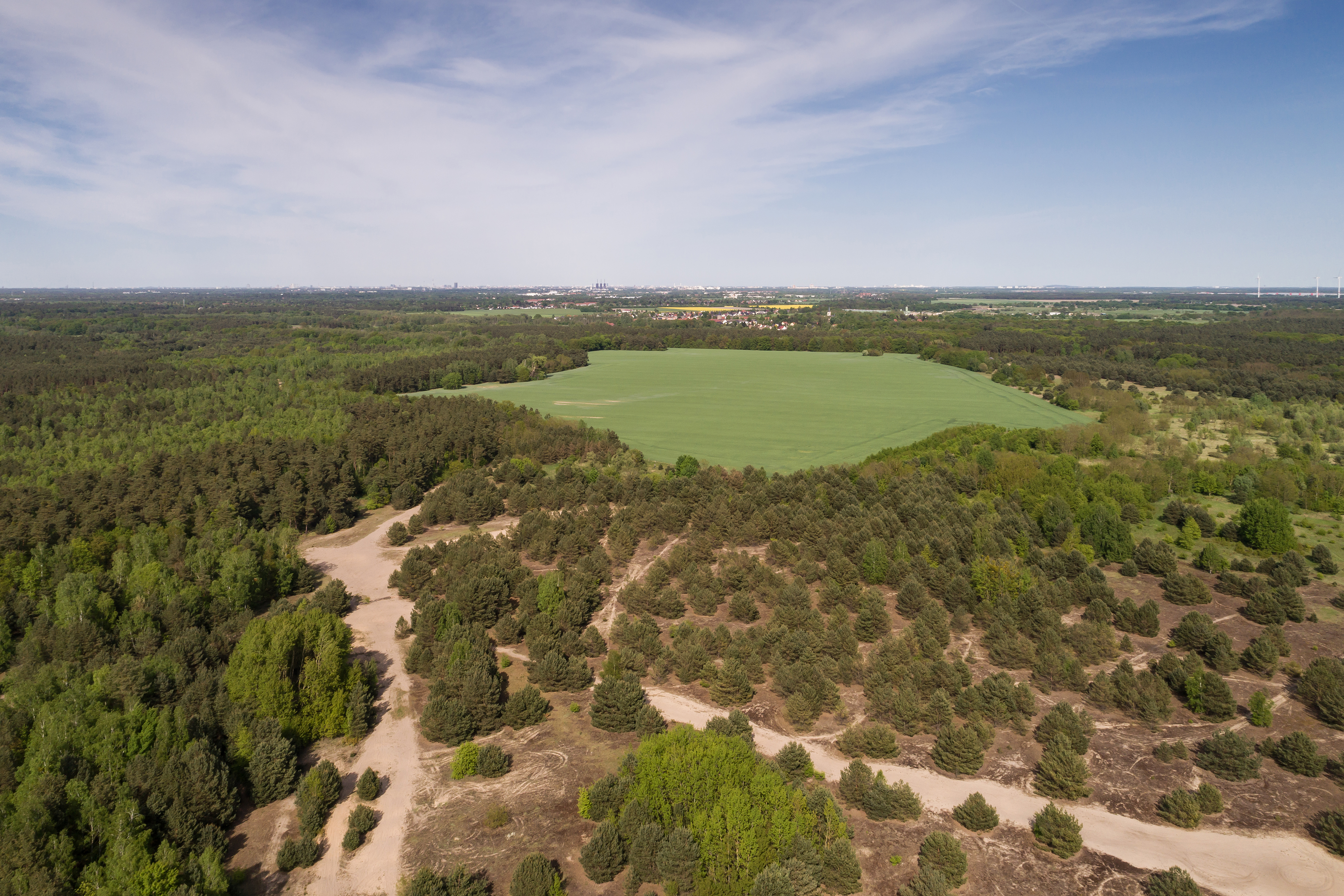
Parforceheide, Besitz „außerhalb“

Der Zweckverband Groß-Berlin kaufte vom Preußischen Staat für 50 Millionen Goldmark große Waldteile – insgesamt rund 10.000 Hektar – von den Förstereien Grunewald, Tegel, Grünau, Köpenick, die zu dieser Zeit noch nicht zu Berlin gehörten, sowie von der Försterei Potsdam. Der Verband verpflichtete sich, die erworbenen Waldflächen weder zu bebauen noch weiterzuverkaufen, sondern auf Dauer für die Bürger als Naherholungsflächen zu erhalten. Teile der erworbenen Waldfläche, wie die Parforceheide, lagen und liegen auch heute noch außerhalb der Berliner Stadtgrenze in Brandenburg und werden nach der Wende wieder von den Berliner Forstämtern bewirtschaftet.
Der Zweckverband Groß-Berlin (1911–1920), dem der Stadtkreis Berlin und selbstständige Stadtkreise, Landgemeinden und Gutsbezirke wie Charlottenburg, Schöneberg, Steglitz, Köpenick oder Reinickendorf angehörten, richtete schon 1912 eine Anfrage zum Walderwerb an die Regierung und erhielt daraufhin ein Angebot über 11.200 Hektar Waldfläche für 179 Millionen Goldmark. Diese Summe konnte der Verband nicht aufbringen.
Laut Hermann Kötschke lag den Regierungsangeboten ursprünglich eine Kalkulation von knapp 2 Mark je Quadratmeter zu Grunde, die am gängigen Quadratmeterpreis für Parkflächen orientiert war. Der Zweckverband wandte ein, der Preis könne nicht auf weiter entfernte Waldteile übertragen werden. In die folgenden langwierigen Verhandlungen griff der letzte deutsche Kaiser Wilhelm II. ein, der ohnehin jedem Verkauf staatlichen Forstbesitzes zustimmen musste. Vom schließlichen Kaufpreis in Höhe von 50 Millionen Goldmark für 10.000 Hektar musste der Verband 5 Millionen sofort und den Rest in 15 Jahresraten von jeweils 3 Millionen begleichen.

## Verpflichtung
In einem Beitrag über den Berliner Waldbesitz im Wandel der Zeiten gab der Forstrat Martin Klees den zentralen Inhalt des Vertrages wie folgt wieder:
„Im Vertrage, der ungeachtet des Ausbruchs des ersten Weltkrieges am 27.3.1915 abgeschlossen wurde, verpflichtete sich der Zweckverband Groß-Berlin, die gekauften Grundstücke ausschließlich zum [Erwerb und zur Erhaltung größerer von der Bebauung frei zu haltender Flächen wie Wälder, Parks, Wiesen, Seen usw.] zu verwenden und in ihrem wesentlichen Bestande als Waldgelände zu erhalten sowie den Erlös aus möglichen Veräußerungen zum Erwerb entsprechender Ersatzflächen zu verwenden.“

## Beweggründe

### Gesundheitspolitische Gründe
Ein wesentlicher Grund für die vorausschauende Waldpolitik war die Sorge um das gefährdete Volkswohl. Seit der zweiten Hälfte des 19. Jahrhunderts hatten sich die Ansprüche an die Waldnutzung zunehmend vom Produktions- zum Erholungswald gewandelt. Bereits im Januar 1893 richtete der Magistrat der Stadt Berlin einen Antrag an den Minister mit dem Ziel, „… aus Gründen der öffentlichen Gesundheitspflege … größere Gelände in unseren Gemeinschaftsbesitz zu bringen, um so der wachsenden Bevölkerung der Reichshauptstadt für die fernere Zukunft die Gelegenheit der Erholung und Erfrischung im Freien und im Walde zu sichern.“ Im Almanach Groß-Berliner Kalender 1913 setzte sich Richard van der Borght in einem ausführlichen Beitrag für einen „Waldgürtel“ um die Stadt ein und hob die Bedeutung des Waldes hervor: „...für Luft- und Bodentemperatur, für Menge und Verteilung der Niederschläge, für die Wasseraufspeicherung und Quellbildung, für Befestigung des Verwitterungsbodens, für Windschutz, für Schutz gegen Sandverwehungen und Erdrutsch usw., insbesondere aber auch sein Wert für die gesundheitlichen Verhältnisse und für das Seelen- und Gemütsleben der Menschen.“

### Wasserversorgung, Abholzungen

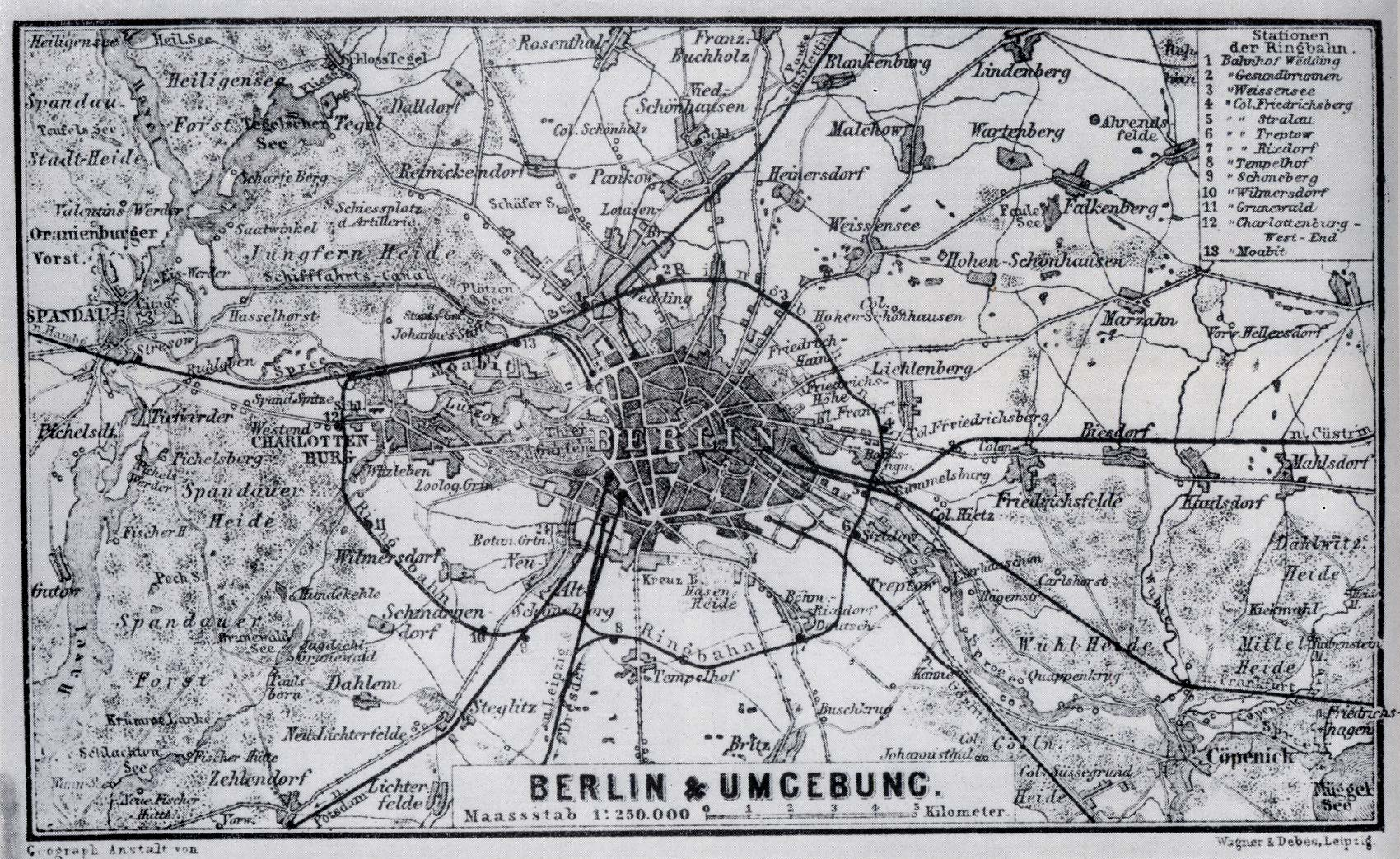
Berlin 1885 – selbst Schöneberg noch weit draußen

Wie bei van der Borght bereits anklingt, bestand ein weiterer wesentlicher Grund für den Abschluss des Dauerwaldvertrages darin, die Trinkwasserversorgung für die rasant wachsende Berliner Bevölkerung (von 1861 auf 1910 von 500.000 auf 2 Millionen vervierfacht) zu sichern. In den erworbenen Waldgebieten lagen zahlreiche Seen und Laken mit bester Wasserqualität, wie der Schlachtensee oder die Krumme Lanke – Seen, die heute wie selbstverständlich Berlin zugerechnet werden, damals jedoch weit außerhalb der Stadtgrenze lagen. Für eine bessere Bodendurchnässung sollte die Änderung der Forstpolitik dienen, die eine naturgerechtere Durchmischung der Wälder vorsah, die zum Ausklang des 19. Jahrhunderts zum großen Teil aus Kiefern-Monokulturen bestanden.

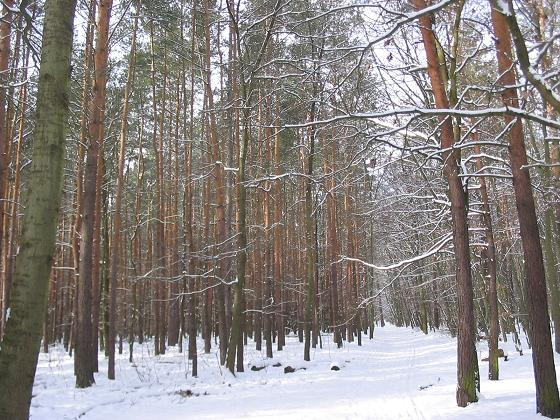
Ankauf: Forst Grunewald

Zudem hatte die Agglomeration Berlin, die beim Zusammenschluss 1920 3,8 Millionen Einwohner zählte, das Problem, die riesigen Abwassermengen aus den Haushalten, Brauereien, Färbereien, Gerbereien und weiteren Gewerben und Fabriken zu bewältigen. Auch zur zukunftsorientierten Lösung dieses Problems, insbesondere mit Hilfe von Rieselfeldern, waren große Flächen erforderlich.

### Bodenspekulation – Erste Umweltbewegung
Ferner sollte die zu dieser Zeit ausufernde Bodenspekulation und die dadurch verursachte Waldvernichtung eingedämmt werden. Seit 1850, vor allem aber in der raschen Industrialisierung der frühen Kaiserzeit waren die früher als Acker, Felder oder Wälder genutzten Flächen der einstigen Dörfer (z. B. Schöneberg, Steglitz, Hermsdorf, Pankow, Lichtenberg …) bis auf geringe Reste aufgekauft worden. Die Wälder erhielten sich etwas länger, da man sie dem preußischen König abkaufen musste und nicht mit einzelnen Bauern handelte, die dabei Vermögen verdienen konnten (sogenannte „Schöneberger Millionenbauern“). Insbesondere die Lagen im Grunewald waren begehrt.
Als Ausdruck der ersten deutschen Umweltbewegung kamen auf Initiative zweier Berliner Zeitungen im Jahr 1904 rund 30.000 Unterschriften bei einer Protestaktion gegen die Vernichtung des Grunewalds zusammen.
An den dennoch weitergehenden Spekulationen beteiligten sich sowohl der Staat (auch mit der angrenzenden Domäne Dahlem) als auch private Waldbesitzer. Im Jahr 1909 erreichte die Spekulation mit Waldflächen im Berliner Raum einen Umfang von rund 1800 Hektar. Der „Zweite Berliner Waldschutztag“ vom 16. Januar 1909 wandte sich vehement gegen die rücksichtslose Spekulation und Waldvernichtung.
Laut Forstrat Martin Klees fand die „Beunruhigung der Bevölkerung […] ihren erneuten Niederschlag in einem von einer Groß-Lichterfelder Zeitung herausgebrachten Sonderabzug mit der Überschrift: ‚Der Grunewald ist dem Verderben geweiht‘“.
1913, zwei Jahre vor Abschluss des Dauerwaldvertrages, klagte Hermann Kötschke in dem Artikel „Waldschutz für Groß-Berlin“: „Besonders bedauerlich ist, daß z. B. »Prinz Friedrich Leopold«, der den riesigen Forst Düppel-Dreilinden besitzt, den herrlichen Besitz zu Gelde machen will. Die prächtigen Seeufer am kleinen Wannsee, am Stolper See und am Griebnitzsee sind dabei schon größtenteils unzugänglich geworden. Nur ein paar Ruten (Boden-Maßeinheit) für das Kleistdenkmal sind gerettet. Sonst sagt man doch Reichtum und Adel verpflichten.“
Wie die Geschichte des Zweckverbandes und der Abschluss des Dauerwaldvertrages zeigen, konnte sich der Preußische Staat dem Druck der Argumente und der Proteste nicht entziehen.

## Auswirkung des Dauerwaldvertrages heute

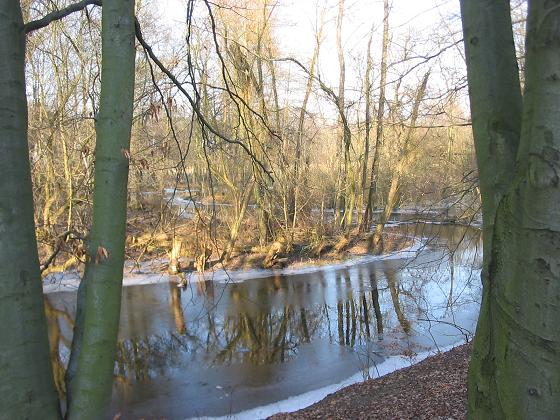
Ankauf: Forst Tegel;
hier mit dem Tegeler Fließ

Durch die Käufe des Zweckverbandes, kleinere parallele Käufe der Stadt Berlin selbst und weitere Zukäufe nach dem Zusammenschluss 1920 besaß Groß-Berlin eine Waldfläche von insgesamt rund 21.500 Hektar, zu Beginn des Zweiten Weltkrieges betrug die Fläche rund 25.000 Hektar. Davon verblieben West-Berlin nach der Teilung Deutschlands und Gründung der DDR 1949 rund 7.300 Hektar. Nach der Wiedervereinigung der getrennten Stadtteile und nach der Rückgabe der im Umland liegenden Waldgebiete durch die Treuhand 1995 (9.500 Hektar) verfügt Berlin heute über 29.000 Hektar Waldfläche bei einer Gesamtfläche von 89.200 Hektar. Dank des Dauerwaldvertrages von 1915, der in mehreren Teilgesetzen und Verordnungen im Kern unverändert fortlebt, ist Berlin rund einhundert Jahre nach seinem Abschluss die europäische Millionenstadt mit der größten Waldfläche.
Im „Landeswaldgesetz“ des West-Berliner Senats vom 30. Januar 1979, das seit 1990 für ganz Berlin gilt, fand der Jahrhundertvertrag zur Erhaltung des Waldes seinen endgültigen Niederschlag in Form eines Gesetzes. Die gesamte Berliner Waldfläche wurde zum Schutz- und Erholungswald erklärt. Der im § 1 angeführte Zweck ist sprachlich etwas moderner gefasst, der Inhalt könnte aus den 1920er Jahren stammen:

„… den Wald wegen seiner Bedeutung für die Umwelt, insbesondere für die dauernde Leistungsfähigkeit des Naturhaushaltes, das Klima, den Wasserhaushalt, die Reinhaltung der Luft, die Bodenfeuchtigkeit, das Landschaftsbild sowie die Erholung der Bevölkerung zu erhalten, nach Möglichkeit zu mehren und seine ordnungsgemäße Pflege nachhaltig zu sichern.“